# San Pedro Manrique
San Pedro Manrique – gmina w Hiszpanii, w prowincji Soria, w Kastylii i León, o powierzchni 176,2 km². W 2011 roku gmina liczyła 642 mieszkańców.